# Enclavament de Treviño

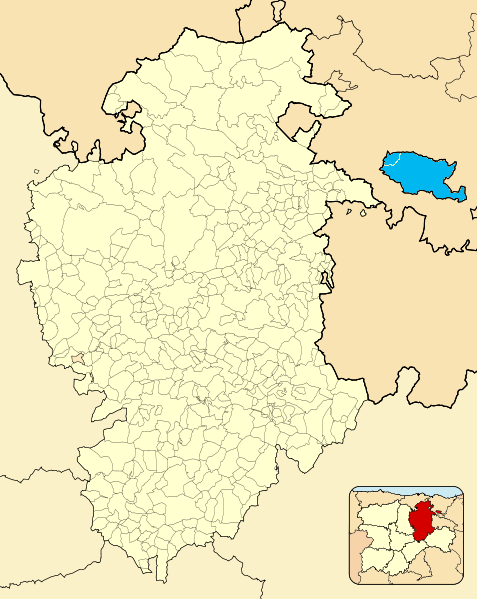
Situació de l'Enclavament de Treviño (Comtat de Treviño i La Puebla de Arganzón) en blau en la província de Burgos.

L'Enclavament de Treviño és un enclavament de la província de Burgos envoltat íntegrament per la província del País Basc d'Àlaba. Pertany al partit judicial de Miranda de Ebro.

## Idiomes
El castellà és la llengua predominant en tot l'enclavament, i la usada de forma oficial en l'administració pública. Hi ha parlants de basc en l'enclavament, a causa de la immigració des d'Àlaba, encara que s'usa poc. Un 22% dels habitants són bilingües i un 17% són bilingües passius (segons un estudi de 2012).

## Marc geogràfic
L'enclavament està format per dos municipis: Condado de Treviño, que té 209 km²; i La Puebla de Arganzón, amb una extensió de 19 km².

## Reivindicació territorial
Hi ha hagut diversos intents, ja des de l'època franquista, d'incorporar-se a la província d'Àlaba i que no han reeixit. Tots els partits polítics d'Àlaba en són partidaris (incloent-hi el PSOE i el PP) però aquests mateixos partits a Burgos en són contraris.
L'Estatut d'Autonomia de Castella i Lleó exigeix, per tal que l'enclavament de Treviño s'incorpori a Àlaba, un informe favorable de la província de Burgos i de la comunitat autònoma de Castella i Lleó —així com l'aprovació per part de les Corts Generals mitjançant una Llei Orgànica. El govern i el parlament basc plantejaren un recurs d'inconstitucionalitat, a la dècada de 1980, contra aquest estatut; però fou desestimat pel Tribunal Constitucional.